# 丘巴克 (愛達荷州)
丘巴克（英語：Chubbuck）是一個位於美國愛達荷州班諾克縣的城市。

## 地理
丘巴克的座標為42°55′18″N 112°28′03″W / 42.92167°N 112.46750°W，而該地的平均海拔高度為1363米（即4472英尺）。

## 人口
根據2010年美國人口普查的數據，丘巴克的面積為11.02平方千米，當中陸地面積為11.01平方千米，而水域面積為0.01平方千米。當地共有人口13922人，而人口密度為每平方千米1,263.34人。